# Soulé A2E

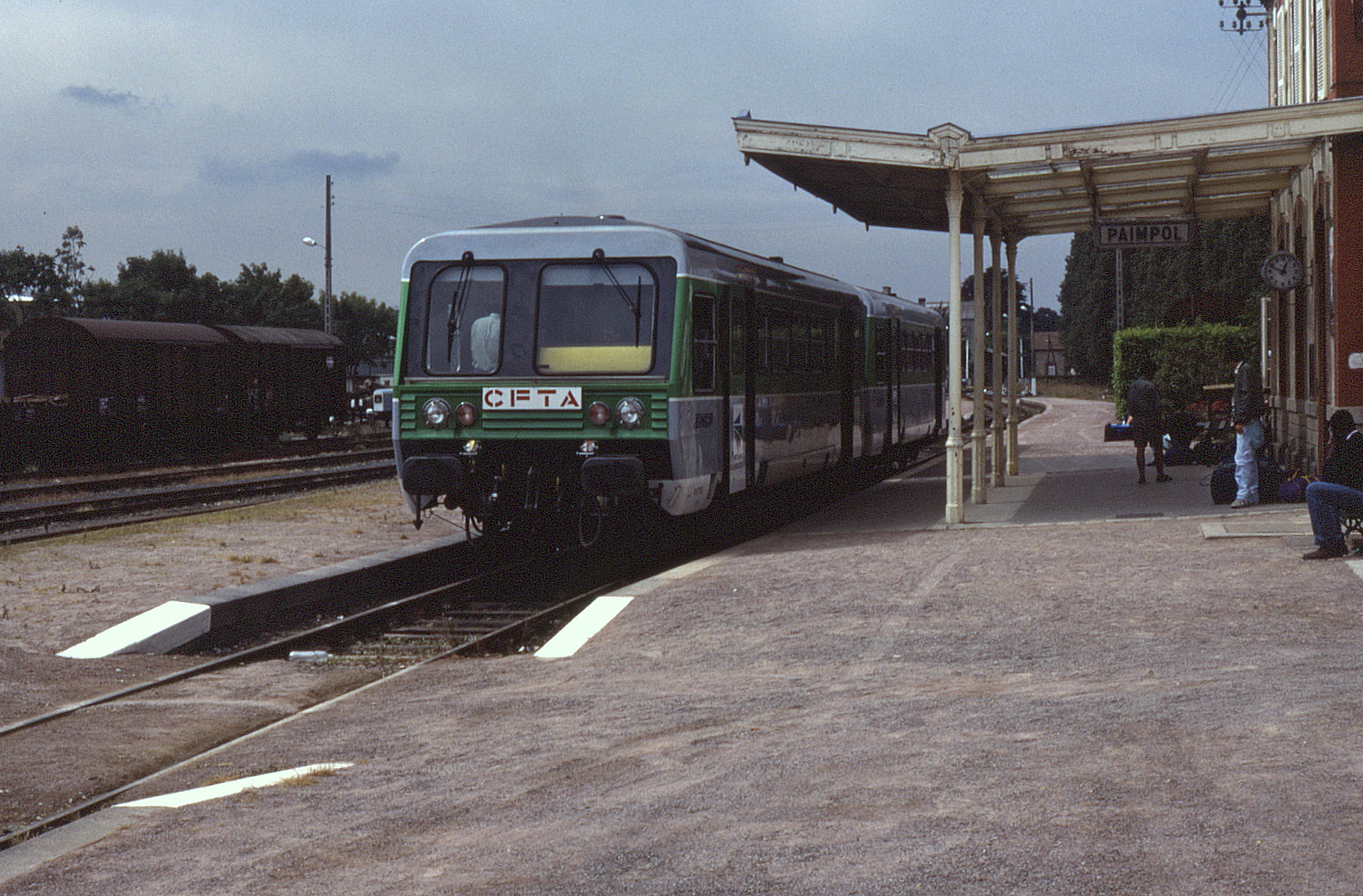
A2E in ursprünglicher Lackierung in Paimpol, 1990

Der A2E ist ein Schienenbus des französischen Herstellers Soulé. Er wurde in drei Exemplaren gebaut und galt als Testfahrzeug für den Einsatz einfacher Triebwagen auf Nebenstrecken mit geringem Verkehrsaufkommen.

## Name
A2E steht für „Autorail à deux essieux“ (zweiachsiger Schienenbus). Der Klassifikation der SNCF entsprechend wird er auch als Baureihe X 97150 bezeichnet, wobei das „X“ einen Triebwagen mit Verbrennungsmotor kennzeichnet. Die Betriebsnummern der drei Fahrzeuge lauten X 97151 bis X 97153.

## Geschichte

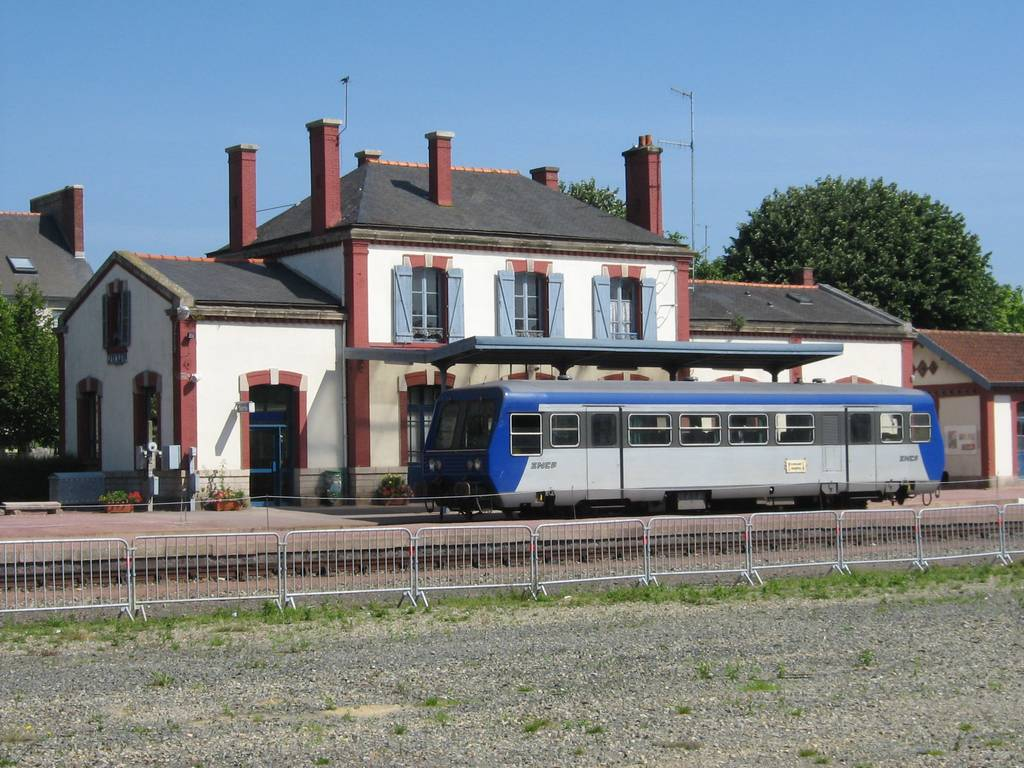
Umlackierter A2E in Paimpol, 2006

Die Eisenbahngesellschaft CFTA suchte – nach einem Beschluss von 1982 – in den 1980er Jahren für ihre von der SNCF gepachteten Bahnstrecken Guingamp–Paimpol und Guingamp–Carhaix in der Bretagne ein leichtes Fahrzeug für den Personenverkehr. Mit ihm sollten die seinerzeit dort laufenden „Picassos“ der Baureihe X 3800 abgelöst werden. Bei Soulé bestellte sie 1988 drei Triebwagen des Typs A2E, von dem 1985 ein nicht motorisierter Prototyp vorgestellt worden war. Die Fahrzeuge wurden 1989/90 gebaut und im Mai 1990 ausgeliefert.

## Beschreibung
Beim A2E handelt es sich – ungewöhnlich für französische Verhältnisse – um ein zweiachsiges Fahrzeug für den Betrieb auf Regelspurgleisen. Er ist 3,00 m breit, 3,62 m hoch und über Puffer 15,57 m lang. Sein Achsstand beträgt 8,30 m, das Leergewicht 25,5 t. Der unterflur angebrachte Viertakt-Dieselmotor des Typs Cummins LTA 10 R 6 leistet 209 kW bei 2100/min. Die Kraft wird hydraulisch über ein Voith-Getriebe E 15 D 501 U auf eine der beiden Achsen übertragen, die Höchstgeschwindigkeit beträgt 90 km/h. Das mit Schraubenkupplungen und Puffern ausgestattete Fahrzeug kann eine Anhängelast von 25 t bewegen.
Der Triebwagen hat auf jeder Seite zwei einflügelige Türen. Die im Bereich des Zweilicht-Spitzensignals (mit separaten Rückleuchten) gesickten Fronten des Zweirichtungsfahrzeugs sind nach oben und unten hin geknickt. Die beiden Frontscheiben sind asymmetrisch, der Triebfahrzeugführer sitzt hinter der größeren Scheibe. Der A2E ist einklassig (nur 2. Wagenklasse), er weist 38 Sitzplätze zuzüglich zwölf Klappsitze auf. An beiden Fahrzeugenden befindet sich rechts vom Fahrer jeweils ein Gepäckabteil. Links hinter der jeweils rechten vorderen Tür liegen zwei Räume, von denen einer die elektrische Ausrüstung, der anderen die Toilette aufnimmt.
Die Fahrzeuge sind für den Einmannbetrieb ausgelegt und mehrfachtraktionsfähig, maximal alle drei Triebwagen können im Zugverband verkehren. Innovativ war die von Soulé entwickelte zweifache Aufhängung der Achsen, die einen Drehgestellfahrzeugen vergleichbaren Fahrkomfort ermöglicht. In den ersten Jahren trugen die Triebwagen die Farben Grau und Grün des TER Bretagne. Ab 2000 erhielten sie im Rahmen einer Modernisierung, bei der u. a. auch die Sitze erneuert wurden, eine Farbgebung in Grau und Blau.

## Einsatz
Die drei in Carhaix beheimateten Fahrzeuge wurden ausschließlich auf den beiden o. g. Strecken eingesetzt. 2009 schieden sie aus dem aktiven Dienst aus, nachdem die SNCF die Strecken übernommen hatte und „Baleines“ des Typs X 73500 einsetzte.